# Dracău
Il fiume Dracău è un affluente del fiume Trotuș in Romania.